# Јусос
Јусос је немачко удружење основано 1969. године и представља омладинску организацију Социјалдемократске партије Немачке. Јусос окупља младе демократске социјалисте. Председник организације је Кевин Кухнерт. Према попису из 2005, удружење има 69.000 чланова и више него СПД, трећа највећа политичка странка у Немачкој.